# Dăbuleni - Potelu
Dăbuleni - Potelu este o arie protejată (sit de importanță comunitară — SCI) din România, desemnată în scopul protejării biodiversității și menținerii într-o stare de conservare favorabilă a florei spontane și faunei sălbatice, precum și a habitatelor naturale de interes comunitar aflate în arealul zonei de protecție. Aceasta este întinsă pe o suprafață de 986,8 ha, integral pe uscat.

## Localizare
Centrul sitului Dăbuleni - Potelu este situat la coordonatele 43°43′42″N 24°10′23″E / 43.728225°N 24.173089°E. Situl se întinde pe teritoriul administrativ al comunei Ianca din județul Olt.

## Înființare
Situl Dăbuleni - Potelu a fost declarat sit de importanță comunitară (ROSCI0372) în ianuarie 2016 pentru a proteja o specie faunistică.

## Biodiversitate
Situată în ecoregiunea continentală, aria protejată conservă un habitat natural: Galerii de Salix alba și de Populus alba.
La baza desemnării sitului se află o specie protejată de  mamifere: popândău (Spermophilus citellus).